# Thomas Hettegger
Thomas Hettegger (* 14. Jänner 1994) ist ein ehemaliger österreichischer Skirennläufer. Er war auf die technischen Disziplinen Slalom und Riesenslalom spezialisiert.

## Biografie
Thomas Hettegger stammt aus Wagrain in Salzburg und startete für seinen Heimatverein. Er nahm an zwei Juniorenweltmeisterschaften teil, wobei er 2015 in Hafjell einen zehnten Platz im Super-G und einen elften Platz im Slalom als beste Ergebnisse erzielte. Mit der Mannschaft errang er die Silbermedaille. Er gewann drei Jugend-Staatsmeistertitel, 2015 im Riesenslalom sowie 2016 in Slalom und Kombination.
Sein Europacup-Debüt gab Hettegger am 19. Jänner 2013 im Riesenslalom von Kirchberg. Nach zahlreichen Ausfällen und Nichtqualifikationen konnte er im Jänner 2016 mit Platz 26 erstmals punkten. Sein erstes Resultat unter den besten zehn gelang ihm ein Jahr später in Zell am See. Am 12. Jänner 2017 feierte er ebendort im zweiten Slalom ex aequo mit Christian Hirschbühl und Leif Kristian Haugen seinen ersten Europacupsieg.
Nur drei Tage nach seinem ersten Sieg im Europacup kam er zu seinem Weltcup-Debüt im Slalom von Wengen, wo er im ersten Durchgang ausschied. Am 22. Dezember 2017 gewann er mit Rang 16 im Nachtslalom von Madonna di Campiglio erstmals Weltcuppunkte. Am Ende der Saison kam er in einem Europacup-Riesenslalom in Berchtesgaden schwer zu Sturz und zog sich dabei Risse des vorderen Kreuzbandes, der Patellasehne, des Innenbandes und beider Menisken im rechten Knie zu. Im Mai 2020 beendete er seine Karriere.

## Erfolge

### Weltcup
- 1 Platzierung unter den besten 20

### Weltcupwertungen
| Saison  | Gesamt | Gesamt | Slalom | Slalom |
| Saison  | Platz  | Punkte | Platz  | Punkte |
| ------- | ------ | ------ | ------ | ------ |
| 2017/18 | 129.   | 15     | 43.    | 15     |

### Europacup
- 2 Platzierungen unter den besten zehn, davon 1 Sieg:

| Datum           | Ort         | Land       | Disziplin |
| --------------- | ----------- | ---------- | --------- |
| 12. Jänner 2017 | Zell am See | Österreich | Slalom *  |

* zeitgleich mit Christian Hirschbühl und Leif Kristian Haugen

### Juniorenweltmeisterschaften
- Jasná 2014: 25. Super-G
- Hafjell 2015: 2. Mannschaftswettbewerb, 10. Super-G, 11. Slalom, 40. Abfahrt

### Weitere Erfolge
- Österreichischer Jugendmeister im Riesenslalom 2015 und in Slalom und Kombination 2016
- 7 Siege in FIS-Rennen